# Gerd Högener
Gerd Högener (* 1922; † 2002) war Oberstadtdirektor der nordrhein-westfälischen Landeshauptstadt Düsseldorf.
Der Diplom-Kaufmann Högener war Stadtkämmerer in Düsseldorf, bis er am 11. November 1976 zum Oberstadtdirektor ernannt wurde. Seine Amtszeit endete am 31. März 1987. Ihm folgte Karl Ranz.
Högener gehörte der SPD an.